# بيت الحيسة (جحانه)

تعديل مصدري - تعديل

بيت الحيسه هي إحدى قرى مديرية جحانة التابعة لمحافظة صنعاء اليمنية، بلغ تعداد سكانها 869 حسب أحصائيات عام 2004.